# Slot Colditz
Slot Colditz  (Duits: Schloss Colditz) is een kasteel in de Duitse stad Colditz, in de deelstaat Saksen. Het ligt op een steile rotspunt boven de rivier Zwickauer Mulde. Het kasteel werd internationaal bekend als gevangenis voor vooraanstaande geallieerde krijgsgevangenen tijdens de Tweede Wereldoorlog. Het werd toen door de Duitsers Oflag IV C genoemd.
De vroegste vermeldingen van het kasteel stammen uit 1046. In de 18e eeuw raakte het echter in verval en vanaf circa 1800 deed het dienst als armenhuis en opvangtehuis voor geestelijk zieken.
Het kasteel biedt plaats aan een museum waarin sommige ontsnappingstunnels, die door de krijgsgevangenen van Oflag IV C tijdens de Tweede Wereldoorlog gebouwd werden, te zien zijn. Ook is er een Musikhochschule (conservatorium) in gevestigd.

## Oflag IV C

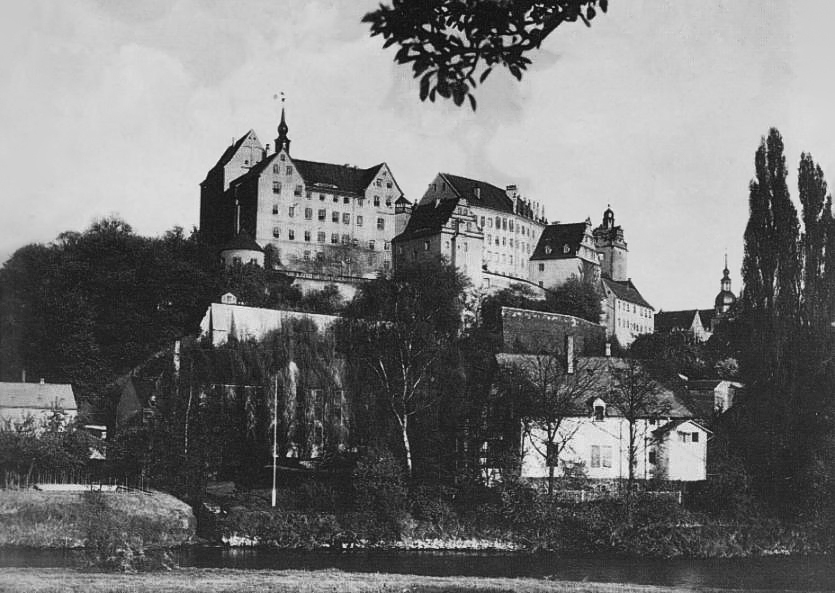
Schloss Colditz in april 1945

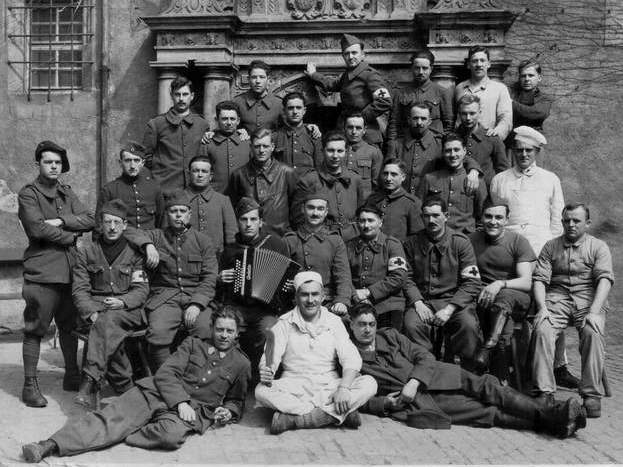
Groep Franse krijgsgevangenen voor de poort van het kasteel

Een Oflag (OFfiziersLAGer) is een Duits krijgsgevangenkamp voor geallieerde officieren. Op 31 oktober 1938 had de Wehrmacht het kasteel in beslag genomen waarna het gebruikt werd als een extra streng beveiligd krijgsgevangenkamp. Tijdens de Tweede Wereldoorlog zaten er officieren die een risico vormden voor de veiligheid, bekendstonden vanwege hun ontsnappingsdrang of die als bijzonder gevaarlijk werden gezien. Tussen 1940 en 1945 werden er Poolse, Franse, Belgische, Engelse, Joegoslavische en Nederlandse krijgsgevangenen vastgehouden. Aangezien het kasteel op een rots is gebouwd die boven de rivier de Mulde ligt, dachten de Duitsers dat dit een ideale plek zou zijn voor een streng beveiligde gevangenis.
De grote buitenplaats, toen ook wel bekend als Kommandantur, had maar twee uitgangen en gaf ruimte aan een groot Duits garnizoen. De gevangenen woonden op een aangrenzende binnenplaats in een 27 meter hoog gebouw. Buiten werden de verhoogde plateaus, die om de gevangenis heen zaten, continu streng bewaakt door gewapende soldaten en prikkeldraad. Hoewel het kasteel in de omgeving bekendstond als "Kasteel Colditz" werd het door de Duitsers "Oflag IV C" genoemd en stond het onder bestuur van de Duitse landmacht.
Toen de Nederlandse officieren op 24 juli 1941 in Colditz aankwamen, waren er reeds ongeveer 150 Franse, 60 Poolse, 35 Britse en 10 Belgische gevangenen. Op 9 januari 1942 werd een groep van 30 Fransen overgeplaatst naar Oflag IV-D Elsterhorst. Op 19 mei 1942 werd een grote groep Polen naar een ander kamp overgeplaatst (40 van hen bleven in Colditz). In februari 1943 werd co-kampcommandant Edgar Glasche vervangen door Gerhard Prawitt. In mei 1943 werd besloten dat Colditz alleen nog maar gebruikt zou worden voor Britse en Amerikaanse gevangenen, de andere gevangenen werden in juni overgeplaatst, de Nederlanders gingen naar Stanislau, de Belgen en Fransen naar Oflag X-C Lübeck.

## Nederlandse officieren

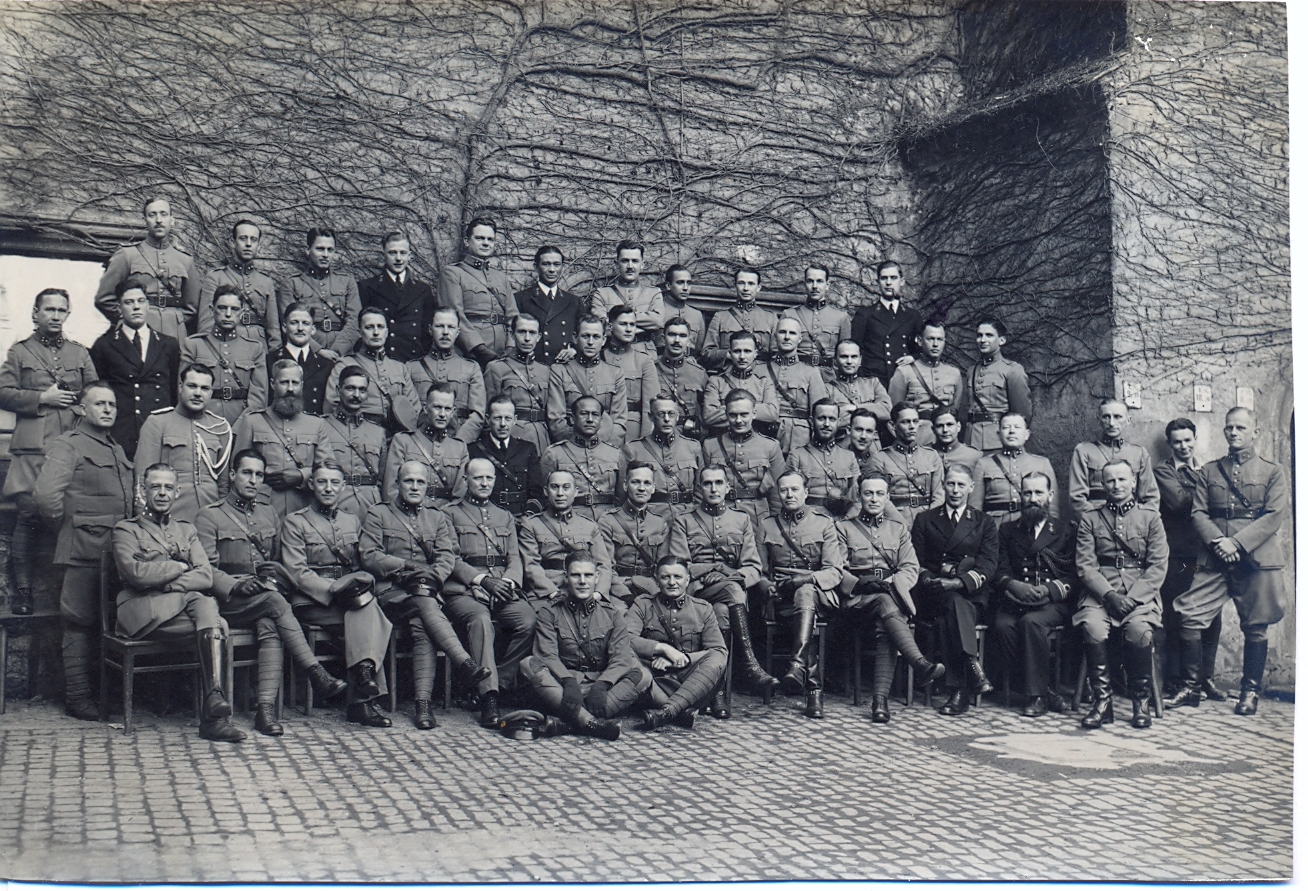
De Nederlandse gevangenen, Larive, Steinmetz, Giebel, Drijber en Luteyn waren toen al ontsnapt, maart 1942

Toen de Duitsers wilden dat de Nederlandse officieren de erewoordverklaring zouden tekenen, werd dat door 69 van de ruim 2000 officieren geweigerd. Het waren 6 generaals, 8 marineofficieren, 3 landmachtofficieren, 39 van het KNIL, 12 cadetten en een stoker van de marine. Generaals Winkelman en de broers Van Voorst tot Voorst kwamen in Oflag IV B Königstein terecht, generaals Van der Bent, Best en Van Lawick in september 1940 ook. De overige 61 gevangenen (Larive en Steinmetz waren al ontsnapt) werden naar Oflag VI in Soest (Duitsland) gestuurd. Toen dat in november 1940 een kamp voor Franse officieren werd, werden de gevangenen naar Oflag VIII C Juliusburg overgeplaatst en op 22 juli 1941, na de ontsnapping van Frans van der Veen en John Trebels, naar Colditz.

## Ontsnappingen

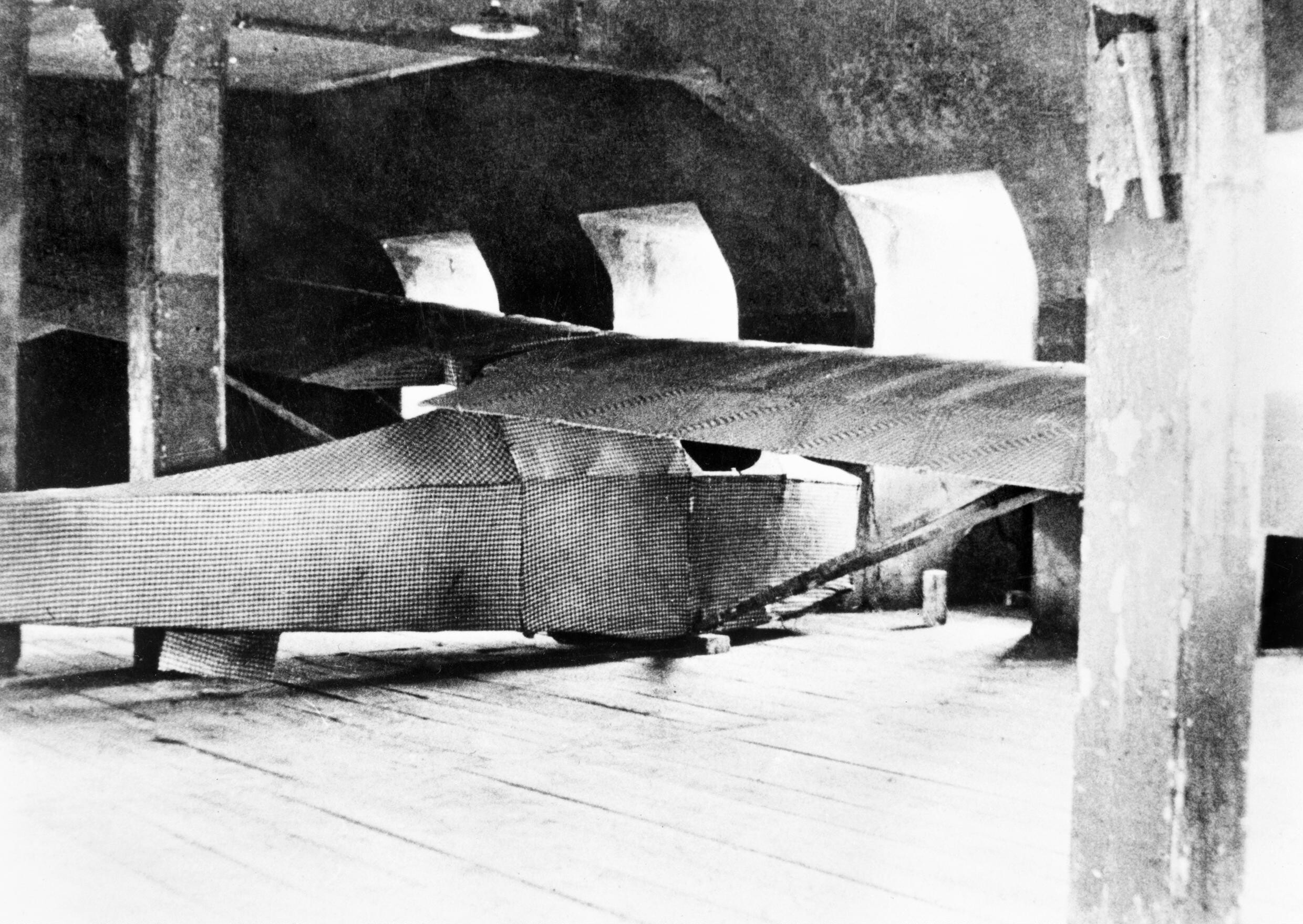
De enige bekende foto van het Colditz Cock-zweefvliegtuig genomen in april 1945

Hoewel het werd gezien als een streng bewaakt kamp, had het kamp het record van 31 succesvolle ontsnappingspogingen. Dit kan komen door de aard van de gevangenen die hierheen werden gezonden: de meeste waren namelijk al eerder ontsnapt uit een ander krijgsgevangenenkamp. Zo kwam er ook een groep Nederlandse officieren in Oflag IV C onder leiding van majoor KNIL Eduard Engles, nadat uit een vorig kamp kapitein John Trebels en luitenant Frans van der Veen succesvol waren ontsnapt. Kapitein KNIL Machiel van den Heuvel ontpopte zich al snel als de ontsnappingsofficier die vele ontsnappingspogingen coördineerde zonder zelf te willen ontsnappen.
In totaal werden ongeveer 300 vluchtpogingen ondernomen, waarvan er dus ongeveer 270 mislukten. Van de 31 succesvolle ontsnappingen staan er zes op naam van Nederlanders, 25 andere behoren tot de groep die op 24 maart 1944 ontsnapten.
Zes Nederlanders
Met behulp van Van den Heuvel zijn uiteindelijk 6 officieren succesvol ontsnapt. De eersten waren in 1941 luitenant ter zee Hans Larive en Francis Steinmetz. Later volgden Damiaen van Doorninck, majoor Coen Giebel, luitenant Tony Luteijn en Oscar Drijber. Allen zijn naar Engeland gegaan. De Nederlanders werkten hierbij vaak samen met de Engelsen onder leiding van hun ontsnappingsofficer kapitein Patrick Reid, die graag samenwerkte met de Nederlanders, onder meer omdat die vaak goed Duits spraken.
WC-ontsnapping
Het was hen opgevallen dat hun verblijf grensde aan een van de verblijven van de Duitse Kommandantur en dat er aan de andere kant daarvan een wc was. Door bij de wc naar buiten te klimmen, kwam men in het park en zou men kunnen ontsnappen. Op de deur van de wc werd een bordje met "Kein Eingang" (i.p.v. Kein Eintritt) gehangen, een verkeerde tekst, waardoor de Duitsers meteen doorhadden dat iets niet klopte. Toen de vijf groepjes op 31 juli 1941 twee aan twee via de wc ontsnapten, werden ze in het park door de Duitsers opgewacht. Het betrof Peter Allan, Teddy Barton, Alan Cheetham, Elliot, Flynn, Hyde-Thompson, Middleton, de Poolse cadet Karpf en de Belg J. Verkest.
Geverfde dekens
Luitenant Diederik baron van Lynden en kapitein Steenhouwer lukte het op 15 december 1941 als Duitse officieren verkleed de gevangenis te verlaten. Ze hadden uniformen gemaakt van geverfde dekens, versierd met insignes gemaakt van zilverfolie. Hun geweer was gemaakt van karton. Ze werden gesnapt door een bewaker. In 1943 werd Van Lynden naar Stanislau overgeplaatst. Tijdens de reis sprong hij uit de trein en ontsnapte. Later werd hij in een dorpje gearresteerd. Hij liet zich ontvallen dat hij uit Colditz kwam en werd daarheen teruggestuurd. Het lukte hem niet meer om nogmaals uit de trein te ontsnappen.
Zweefvliegtuig
Bij één ontsnappingspoging aan het eind van de oorlog was zelfs een zweefvliegtuig betrokken, gemaakt door vier Engelse gevangenen: majoor Tony Rolt, RAF Flying Officer Bill Goldfinch, RAF Flight Lieutenant Jack Best en Lieutenant Geoffrey 'Stooge' Wardle van de Royal Navy. Het vliegtuig werd bewaard op de zolder van de kerk van het kasteel. Het werd echter nooit gebruikt omdat Duitsland zich overgaf aan de geallieerden voor de ontsnappingsdatum.

### Ontsnappingspogingen
| Datum                                                   | Naam                                                                                                 | Informatie |
| Geslaagde ontsnappingen                                 | Geslaagde ontsnappingen                                                                              | Geslaagde ontsnappingen |
| ------------------------------------------------------- | --- | --- |
| 11-04-1941                                              | Lt. Alain Le Ray                                                                                     | Foto |
| 10-05-1941                                              | Lt. Peter Allan                                                                                      | verstopt in een stro-matras |
| 31-05-1941                                              | Lt. René Collin                                                                                      | |
| 01-07-1941                                              | Lt. Pierre Mairesse-Lebrun                                                                           | bereikte Spanje |
| 18-07-1941                                              | Lt. Tatistcheff                                                                                      | |
| 13-08-1941                                              | Kapt. Dolf Dufour Lt. John Smit                                                                      | in Zschiria opnieuw gevangengenomen                                                                                              |
| 15-08-1941                                              | Lt. Hans Larive Lt. Francis Steinmetz                                                                | verstopten zich in een waterput                                                                                                  |
| 20-08-1941                                              | Lt. Kroner                                                                                           | |
| 19-09-1941                                              | Maj. Coen Giebel Lt. Oscar Drijber                                                                   | verstopten zich ook in een waterput                                                                                              |
| 25-09-1941                                              | Lt. A. Boucheron                                                                                     | |
| 14-10-1941                                              | Lt. P. Odry Lt. Navelet                                                                              | ontsnapten door het raam van hospitaal Elsterhorst                                                                               |
| 17-12-1941                                              | Lt. J. Durand-Hornus Lt. Jacques Prot Lt. Guy de Frondeville                                         | De Frondville is in de mist verdwenen tijdens transport naar tandarts                                                            |
| 05-01-1942                                              | Lt. Airey Neave Lt. Tony Luteijn                                                                     | Ze werden geholpen door Patrick Reid. Neave was advocaat en werd politicus Luteijn zat bij het KNIL en werd later majoor.        |
| 26-04-1942                                              | Kpt. Louis Rémy                                                                                      | ontsnapte bij het station en ging naar Algeciras, kwam bij het Bomber Command                                                    |
| 11-06-1942                                              | Fl-Cpt. Brian Paddon                                                                                 | piloot, werd gedekt door andere gevangenen om naar werk te gaan, ontsnapte onderweg                                              |
| 15-06-1942                                              | Lt. Raymond Bouillez                                                                                 | sprong uit trein, raakte bewusteloos, ontsnapte daarna uit ziekenhuis                                                            |
| 09-09-1942                                              | Lt. Hedley Fowler LtZ-I Damiaen van Doorninck                                                        | ontsnapten in gestolen uniformen en bereikten Engeland; de andere 4 van hun groep werden weer opgepakt.                          |
| 14-10-1942                                              | Maj. Ronald Littledale Lt.Cdr. William E. Stephens Cpt.. Patrick Reid Fl.-Lt. Hank Wardle            | via keuken en kelder; Reid beschreef hun ontsnapping in "Colditz Story".                                                         |
| 19-12-1942                                              | CPO Wally Hammond CPO Dam Lister                                                                     | ontsnapt tijdens werk |
| 07-03-1942                                              | Kapt. B. Mazumdar                                                                                    | ging in hongerstaking, ontsnapte tijdens vervoer en bereikte Zwitserland                                                         |
| 28-04-1943                                              | Cpt. Ion Ferguson RAMC                                                                               | medicus, verklaarde medegevangenen en zichzelf krankzinnig                                                                       |
| 07-06-1943                                              | Lt. D. baron van Lynden                                                                              | werd bij toeval in een dorp gearresteerd. Hij liet vallen dat hij uit Colditz kwam, en werd daarheen teruggestuurd.              |
| 08-07-1943                                              | Lt. Alban Darthenay                                                                                  | ontsnapte uit hospitaal in Hohenstein-Ernstthal; biografie (1913-1944)                                                           |
| 05-05-1944                                              | Kapt.. Harry Elliott Fl-Lt. Francis 'Errol' Flinn Lt. J. Barnett Lt. M. Wynn                         | deden zich ziek voor en werden gerepatrieerd; Flinn overleed in 2013.                                                            |
| 1945                                                    | Lt.Kol. M.B. Reid                                                                                    | Oudste Britse gevangene; pretendeerde hartkwaal door veel te roken en geconcentreerde koffie te drinken voor zijn medische test. |
| Niet geslaagde ontsnappingen van Nederlandse gevangenen | | |
| ?-07-1941                                               | Kapt J. Hageman Cadet F. Geerligs                                                                    | |
| 15-08-1941                                              | Lt. Gerrit Dames                                                                                     | door een gat in de omheining |
| 15-08-1941                                              | Kapt. Dolf Dufour Lt. J. Smit                                                                        | in de waterput verstopt |
| 23-08-1941                                              | Kapt. Machiel van den Heuvel Kapt. N. Hogerland                                                      | doorgezaagde tralies van de Kantine                                                                                              |
| 19-09-1941                                              | Maj. Cornelis Gieben Lt. Oscar Drijber                                                               | |
| 06-10-1941                                              | onbekende officier Lt. Peter Storie-Pugh                                                             | over het dak |
| 12-12-1941                                              | Lt. Charles Douw van der Krap Lt. Frits Kruimink                                                     | verstopt onder een berg bladeren                                                                                                 |
| 15-12-1941                                              | Kapt. E. Steenhouwer Lt. Diederik van Lynden                                                         | verkleed als Duits officier |
| 06-01-1942                                              | Lt. Herman Donkers Lt. J. Hyde-Thompson                                                              | verkleed als Duits officier |
| 20-01-1942                                              | Cadet C. Linck                                                                                       | in postzak |
| 27-02-1942                                              | Kapt. Gerrit Dames Kapt. J. Hageman                                                                  | tunnel onder het terras |
| 02-03-1942                                              | Cadet C. Linck Fl-Lt Francis Driscoll Flinn                                                          | op weg naar 'Arrest House' |
| ?-04-1942                                               | Lt. J.J.L. baron van Lynden                                                                          | betrapt bij poging uniformen te stelen                                                                                           |
| 26-07-1942                                              | Lt. Frits Kruimink Kapt. M. van den Heuvel Lt. Harry Vinkenbosch Lt. Verley(e) Lt. Peter Storie-Pugh | tunnel |
| 09-09-1942                                              | Capt. W. Lawton Lt. T. Beets Lt. Herman Donkers Lt. G. Wardle (RN)                                   | |
| ?-10-1942                                               | Lt. Frits Kruimink Lt. Peter Storie-Pugh                                                             | over het dak, ontdekt door een hond                                                                                              |
| 15-12-1942                                              | Lt. van der Falk Bouman                                                                              | opnieuw gearresteerd in Emmendingen                                                                                              |
| 05-04-1943                                              | Lt.-Vl. A. van Rood Kapt Dolf Dufour                                                                 | verkleed als Duits officier |

## Film en televisie
Gebaseerd op de boeken Colditz: The Colditz Story en The Latter Days at Colditz, geschreven door majoor Patrick Reid, maakte Guy Hamilton in 1955 de film The Colditz Story. Later maakte de BBC in coproductie met Universal TV de gelijknamige 28-delige televisieserie, die in respectievelijk 1972/1974 en bij herhaling in 1985-1986, door de VARA werd uitgezonden. In de film van Hamilton komen de Nederlanders duidelijker aan bod dan in de televisieserie.
Patrick Reid was zelf gevangene en ontsnappingsofficier in Colditz. In 1942 wist hij aan de Duitsers te ontsnappen.
In 2005 kwam een nieuwe film uit: Colditz.